# Dohis
Dohis ist eine französische Gemeinde mit 82 Einwohnern (Stand 1. Januar 2022) im Département Aisne in der Region Hauts-de-France (vor 2016 Picardie). Sie gehört zum Arrondissement Vervins, zum Kanton Vervins und zum Gemeindeverband Portes de la Thiérache.

## Geographie
Die Gemeinde Dohis liegt im Osten der Landschaft Thiérache am Fluss Brune, 20 Kilometer südöstlich von Vervins. Nachbargemeinden von Dohis sind Iviers im Norden, Brunehamel im Osten, Parfondeval im Südosten, Archon im Südwesten sowie Cuiry-lès-Iviers im Westen.

## Bevölkerungsentwicklung
| Jahr                       | 1962 | 1968 | 1975 | 1982 | 1990 | 1999 | 2011 | 2021 |
| Einwohner                  | 205  | 176  | 141  | 134  | 126  | 111  | 99   | 88   |
| Quellen: Cassini und INSEE |      |      |      |      |      |      |      |      |

## Sehenswürdigkeiten
- Wehrkirche der Geburt der Heiligen Jungfrau, Monument historique seit 1932 (Wehrtürme) und 1989 (Fassaden, Dächer und Portierung)[1]

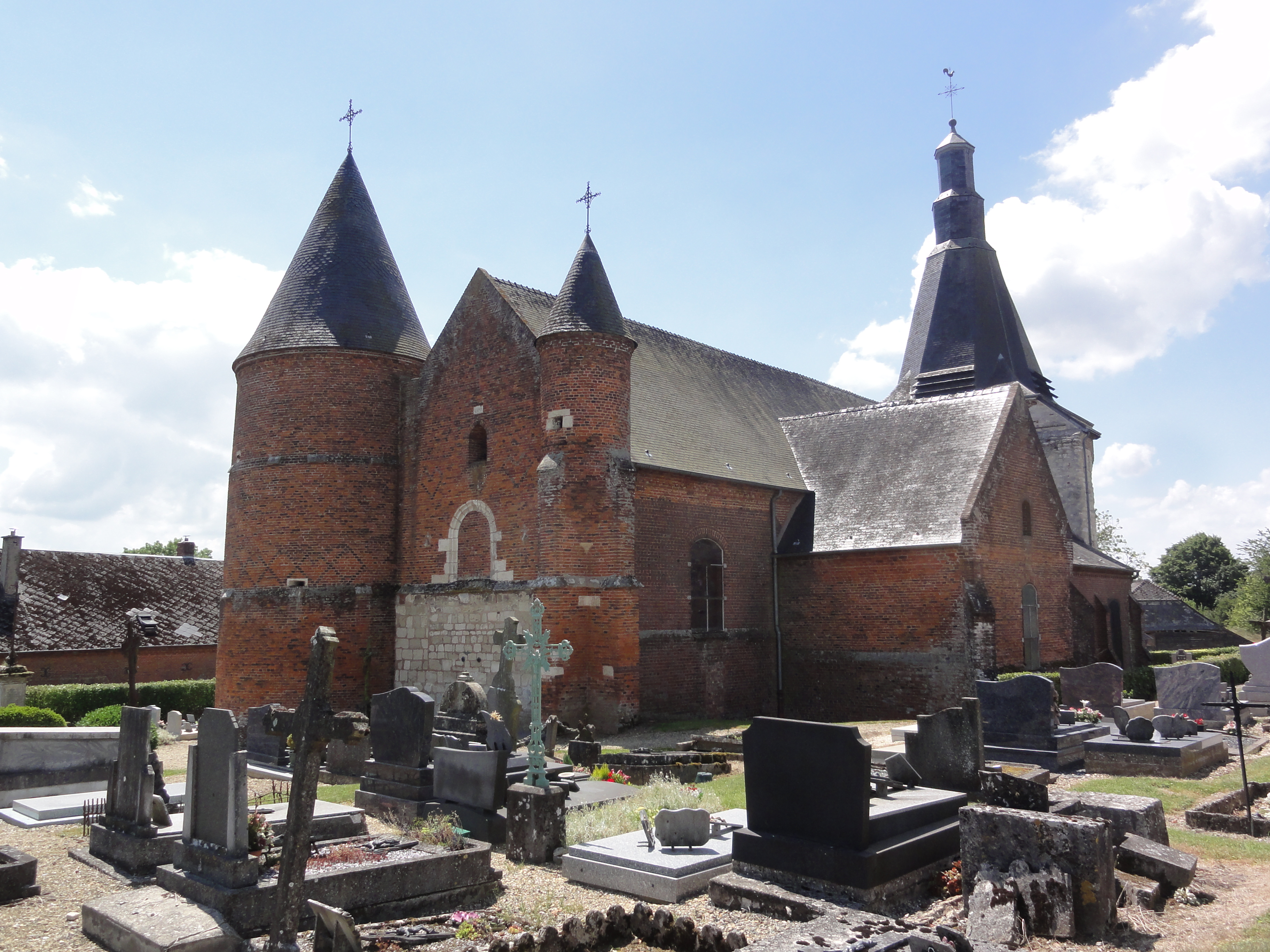
Kirche Mariä Geburt
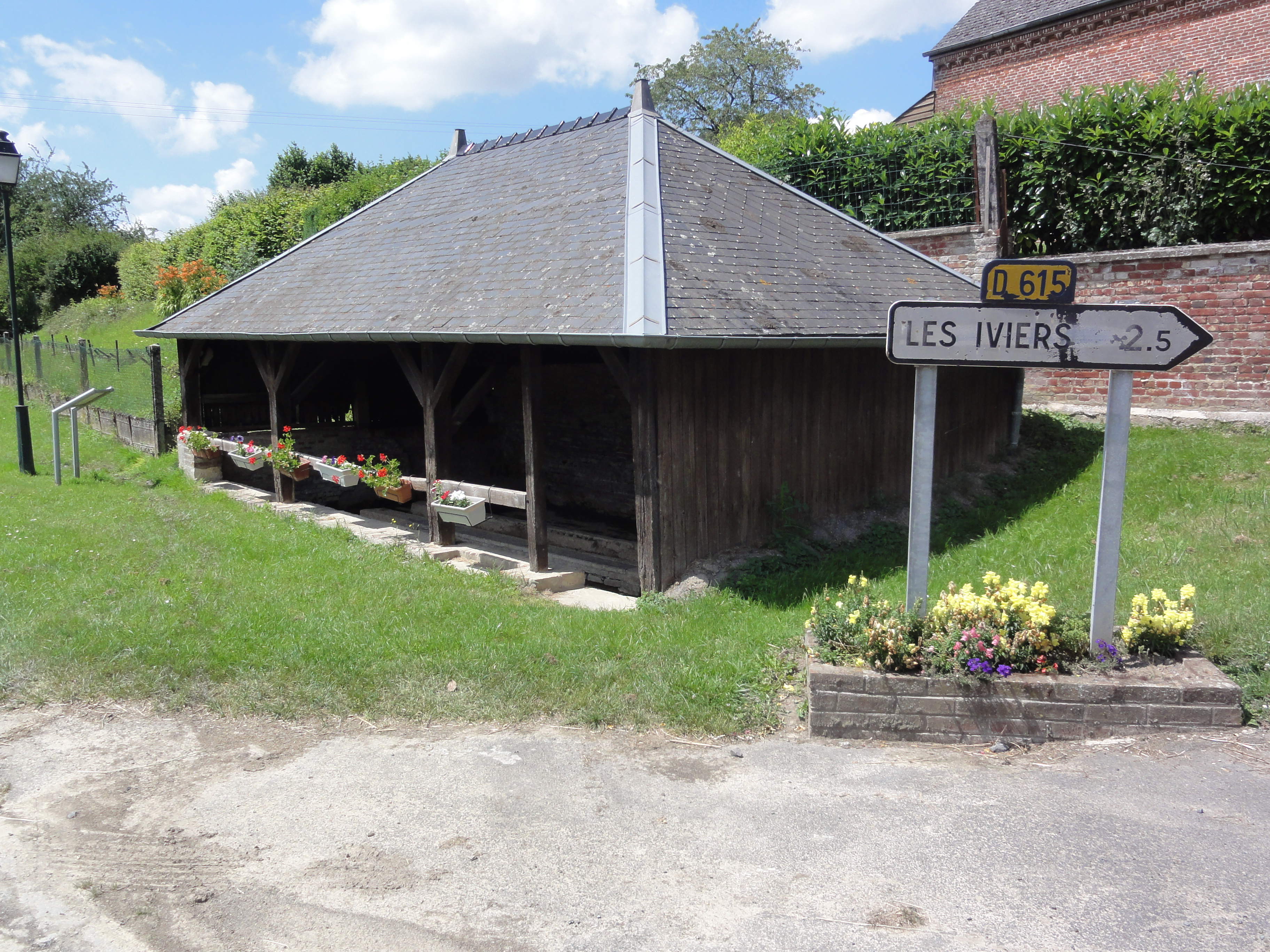
Lavoir
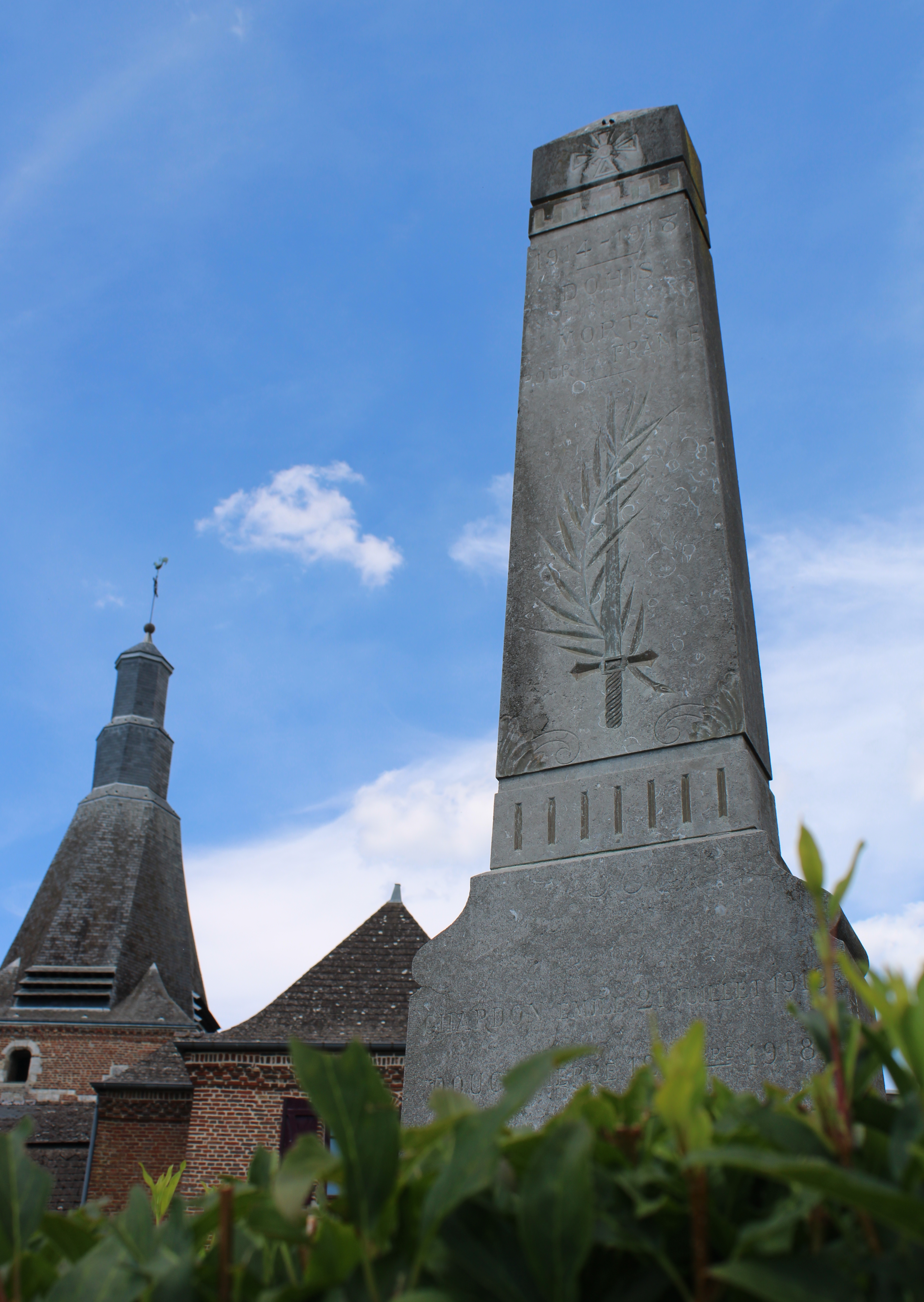
Gefallenendenkmal